# Georg Baselitz
Georg Baselitz, vlastním jménem Hans-Georg Kern (* 23. ledna 1938, Deutschbaselitz) je německý malíř a sochař. Bývá řazen k neoexpresionismu. Umělecké jméno si zvolil na počest svého rodného města.

## Život
Vyrůstal ve východním Německu, navštěvoval uměleckou školu v Berlíně-Weissensee, ale roku 1957 byl vyloučen a následně emigroval do západního Německa. Zde ho nejprve nadchl informel, tachismus, konceptuální umění a art brut. V 70. letech byl členem umělecké skupiny Novodobí fauvisté. Od roku 1969 vystavoval figurativní obrazy zásadně obráceně, hlavami dolů. V 80. letech se věnoval hlavně sochaření. Jeho dřevěná socha hajlující postavy byla představena v roce 1980 na Benátském bienále a vzbudila velké kontroverze. V roce 2004 získal cenu Praemium Imperiale.